# Snap!
Snap! – niemiecki zespół tworzący muzykę elektroniczną (dance, eurodance, house).
Tworzą go Michael Münzing, Luca Anzilotti i Penny Ford, często współpracują z Benito Benitesem, C.J. Stone'em lub Tomem Novym. Do 2003 roku zespół wydał dziewięć albumów, z których największą popularnością cieszy się "World Power".

## Dyskografia

### Albumy
| Rok  | Tytuł                           | Najwyższa pozycja | Najwyższa pozycja | Najwyższa pozycja | Najwyższa pozycja | Najwyższa pozycja | Najwyższa pozycja | Najwyższa pozycja | Najwyższa pozycja | Najwyższa pozycja | Certyfikat                                                                                   |
| Rok  | Tytuł                           | GER               | AUS               | AUT               | NDL               | NOR               | SWE               | SWI               | UK                | US                | Certyfikat                                                                                   |
| ---- | ------------------------------- | ----------------- | ----------------- | ----------------- | ----------------- | ----------------- | ----------------- | ----------------- | ----------------- | ----------------- | -------------------------------------------------------------------------------------------- |
| 1990 | World Power                     | 7                 | 25                | 4                 | –                 | –                 | 20                | 4                 | 10                | 30                | - GER: Platyna - US: Złoto - UK: Złoto - NDL: Złoto - SWE: Złoto - SWI: Platyna - AUT: Złoto |
| 1992 | The Madman's Return             | 3                 | –                 | 3                 | 32                | 12                | 21                | 7                 | 8                 | 121               | - GER: Złoto - UK: Złoto - NLD: Złoto - SWI: Platyna - AUT: Złoto                            |
| 1995 | Welcome to Tomorrow             | 10                | –                 | 15                | 12                | –                 | –                 | 10                | 69                | –                 |                                                                                              |
| 1996 | Snap! Attack: The Best of Snap! | 14                | –                 | 43                | 6                 | –                 | 55                | 37                | 47                | –                 | - NLD: Złoto                                                                                 |
| 2003 | The Cult of Snap!               | 43                | –                 | 59                | –                 | 5                 | 47                | 2                 | –                 | –                 |                                                                                              |
| 2009 | The Power Greatest Hits         | –                 | –                 | –                 | –                 | –                 | –                 | –                 | 76                | –                 |                                                                                              |

### Single
| Rok  | Tytuł                                        | Najwyższa pozycja | Najwyższa pozycja | Najwyższa pozycja | Najwyższa pozycja | Najwyższa pozycja | Najwyższa pozycja | Najwyższa pozycja | Najwyższa pozycja | Najwyższa pozycja | Wykonawcy                          |
| Rok  | Tytuł                                        | GER               | AUS               | AUT               | FRA               | NDL               | SWE               | SWI               | UK                | U.S.              | Wykonawcy                          |
| ---- | -------------------------------------------- | ----------------- | ----------------- | ----------------- | ----------------- | ----------------- | ----------------- | ----------------- | ----------------- | ----------------- | ---------------------------------- |
| 1990 | "The Power"                                  | 2                 | 13                | 3                 | 15                | 1                 | 3                 | 1                 | 1                 | 2                 | Turbo B, Penny Ford, Jackie Harris |
| 1990 | "Ooops Up"                                   | 2                 | 4                 | 2                 | 34                | 2                 | 2                 | 2                 | 5                 | 35                | Turbo B, Penny Ford                |
| 1990 | "Cult of Snap"                               | 3                 | 27                | 2                 | –                 | 6                 | 12                | 5                 | 8                 | –                 | Turbo B, Penny Ford                |
| 1990 | "Mary Had a Little Boy"                      | 4                 | 18                | 9                 | –                 | 3                 | 7                 | 4                 | 8                 | –                 | Turbo B, Penny Ford                |
| 1991 | "Mega Mix"                                   | 15                | 28                | 22                | –                 | 5                 | 17                | 5                 | 10                | –                 | Turbo B, Penny Ford                |
| 1991 | "Colour of Love"                             | 9                 | –                 | 4                 | –                 | 6                 | 6                 | 4                 | 54                | –                 | Turbo B, Penny Ford                |
| 1992 | "Rhythm Is a Dancer"                         | 1                 | 3                 | 1                 | 1                 | 1                 | 2                 | 1                 | 1                 | 5                 | Turbo B, Thea Austin               |
| 1993 | "Exterminate!"                               | 3                 | 50                | 9                 | 18                | 5                 | 7                 | 2                 | 2                 | –                 | Niki Haris                         |
| 1993 | "Do You See The Light (Looking For)"         | 13                | –                 | 8                 | 40                | 9                 | 20                | 10                | 10                | –                 | Niki Haris                         |
| 1994 | "Welcome to Tomorrow (Are You Ready?)"       | 4                 | –                 | 11                | –                 | 9                 | 3                 | –                 | 6                 | –                 |                                    |
| 1995 | "The First The Last Eternity (Till the End)" | 7                 | –                 | 3                 | –                 | 2                 | –                 | –                 | 15                | –                 |                                    |
| 1995 | "The World in My Hands"                      | 53                | –                 | –                 | –                 | 39                | –                 | –                 | 44                | –                 |                                    |
| 1996 | "Rame"                                       | 34                | –                 | 34                | –                 | 28                | 40                | –                 | 50                | –                 | Rukmani                            |
| 1996 | "The Power '96"                              | –                 | –                 | –                 | –                 | –                 | 40                | –                 | 42                | –                 | Einstein                           |
| 1996 | "Rhythm is a Dancer '96"                     | –                 | –                 | –                 | –                 | –                 | 58                | –                 | –                 | –                 | Turbo B, Thea Austin               |
| 2000 | "Gimme a Thrill"                             | –                 | –                 | –                 | –                 | –                 | –                 | –                 | –                 | –                 | Turbo B, Maxayn                    |
| 2002 | "Do You See the Light 2002"                  | 66                | –                 | –                 | –                 | –                 | –                 | –                 | 14                | –                 | Niki Haris                         |
| 2003 | "Rhythm is a Dancer 2003"                    | 7                 | 32                | 10                | –                 | 46                | –                 | 35                | 17                | –                 | Turbo B, Thea Austin               |
| 2003 | "The Power (Of Bhangra)"                     | 21                | –                 | 36                | –                 | 76                | –                 | –                 | 34                | –                 | Turbo B                            |
| 2003 | "Ooops Up 2003"                              | 68                | –                 | –                 | –                 | –                 | 36                | –                 | –                 | –                 | Penny Ford, NG3                    |
| 2005 | "Beauty Queen"                               | –                 | –                 | –                 | –                 | –                 | –                 | –                 | –                 | –                 | Loc                                |
| 2008 | "Rhythm Is a Dancer 2008"                    | 84                | –                 | –                 | –                 | –                 | –                 | –                 | 23                | –                 | Thea Austin, Loc                   |